# Korczunek (obwód lwowski)
Korczunek (ukr. Корчунок) – wieś na Ukrainie, na terenie obwodu lwowskiego, w rejonie jaworowskim (do 2020 roku w rejonie mościskim). 